# Temporada 1883 de la Liga Nacional
La Temporada 1883 de la Liga Nacional fue la octava temporada de la Liga Nacional.
Los Boston Beaneaters  lograron su tercer campeonato en la liga.

## Estadísticas
|                         | \| Liga Nacional[2] \| \| \| \| \| \| Club \| G \| P \| PG % \| GB \| \| Boston Beaneaters \| 63 \| 35 \| .643 \| - \| \| Chicago White Stockings \| 59 \| 39 \| .602 \| 4.0 \| \| Providence Grays \| 58 \| 40 \| .592 \| 5.0 \| \| Cleveland Blues \| 55 \| 42 \| .567 \| 7.5 \| \| Buffalo Bisons \| 49 \| 45 \| .521 \| 12.0 \| \| New York Gothams \| 46 \| 50 \| .479 \| 16.0 \| \| Detroit Wolverines \| 40 \| 58 \| .408 \| 23.0 \| \| Philadelphia Quakers \| 17 \| 81 \| .173 \| 46.0 \| |    |      |      |
| Liga Nacional           | |    |      |      |
| Club                    | G | P  | PG % | GB   |
| Boston Beaneaters       | 63 | 35 | .643 | -    |
| Chicago White Stockings | 59 | 39 | .602 | 4.0  |
| Providence Grays        | 58 | 40 | .592 | 5.0  |
| Cleveland Blues         | 55 | 42 | .567 | 7.5  |
| Buffalo Bisons          | 49 | 45 | .521 | 12.0 |
| New York Gothams        | 46 | 50 | .479 | 16.0 |
| Detroit Wolverines      | 40 | 58 | .408 | 23.0 |
| Philadelphia Quakers    | 17 | 81 | .173 | 46.0 |

|  | Campeón. |